# Таспамбетова, Жадыра Есеновна
Жадыра́ Есе́новна Таспамбе́това (30 марта 1953 год, село Актоган, Чиилийский район, Кызылординская область — 3 апреля 2010 год) — трактористка колхоза «Кызыл-Ту», Казахская ССР. Герой Социалистического Труда (1985). Депутат Верховного Совета Казахской ССР. Лауреат премии Ленинского комсомола.

## Биография
Окончила восьмилетнюю школу в родном селе. Трудовую деятельность начала рядовой колхозницей в колхозе «Кызыл-Ту». После окончания в 1968 году ПТУ № 11 в Кзыл-Орде работала трактористкой в этом же колхозе. В 1970 году в результате несчастного случае на производстве получила травму ноги, которая была ампутирована. Став инвалидом, с 1971 года продолжила трудиться трактористкой. В 1980 году была назначена бригадиром трактористов. В 1982 году была удостоена звания Героя Социалистического Труда за выдающиеся трудовые достижения.
Избиралась депутатом Верховного Совета Казахской ССР 11-го созыва, делегатом XXVII съезда КПСС и XIX съезда ВЛКСМ.
Проработала в колхозе до 1993 года, потом до 1997 года — заведующая детским садом. С 1997 по 1999 год — руководитель хозяйства «Актоган».
Публикации
- По зову сердца// Рассказ кукурузовода-механизатора совхоза «Телікол» Кзыл-Ордин. обл. КазССР / Ж. Таспамбетова; [Лит. обраб. М. Кулимбетов], 107 с, Алма-Ата, Кайнар, 1985

Награды
- Герой Социалистического Труда — указом Президиума Верховного Совета СССР от 18 сентября 1985 года
- Орден Ленина — дважды
- Орден Трудового Красного Знамени